# Bolivaritettix sculpta
Bolivaritettix sculpta är en insektsart som först beskrevs av Bolívar, I. 1887.  Bolivaritettix sculpta ingår i släktet Bolivaritettix och familjen torngräshoppor. Inga underarter finns listade i Catalogue of Life.